# Do It with the Lights On
Do It with the Lights On è un album raccolta degli Starz, pubblicato nel 1987 per l'etichetta discografica Performance Records.

## Il disco
Il lato 1 del disco contiene delle prime versioni di alcuni brani che verranno poi reincisi e apparsi nei primi due album degli Starz. Queste prime versioni sono caratterizzate da arrangiamenti, strumentazione, e in alcuni casi testi differenti. "Do It With The Lights On" e "Fallen Angel" vennero entrambi registrati con il tastierista, Larry Gonsky, quando ancora si facevano chiamare The Fallen Angels. Dopo qualche settimana che Gonsky venne allontanato, il nome venne cambiato in Starz, e vennero registrati i primi 3 brani. Tutte le tracce sono state incise ai Record Plant Studios di New York.
La parte 2 del disco contiene delle demo incise dopo che il gruppo firmò per la Capitol Records. Dopo essersi presi un periodo di pausa, la formazione di riunì con Brenden Harkin, Dube, e Orville Davis al basso. Passati alcuni mesi, la formazione si evolse e rimase composta da Michael Lee Smith, Richie Ranno, Peter Scance (basso) e Doug Madick (batteria), che più tardi cambiarono nome in Hellcats e pubblicarono un disco omonimo per la Atlantic Records.

## Tracce

### Lato 1
1. Detroit Girls (Harkin, Ranno, Smith) 1:57
2. Live Wire (Ranno, Smith, Sweval) 2:19
3. Pull the Plug (Harkin, Ranno, Smith) 2:03
4. Do It With the Lights On (Ranno, Smith) 2:11
5. Fallen Angel (Delaney, Dube, Harkin, Ranno, Smith, Sweval) 2:04

### Lato 2
1. Restless Underwear (Madick, Ranno, Scance, Smith) 2:48
2. F.U. Girl (Harkin, Ranno, Smith) 3:00
3. Tattered (Madick, Ranno, Scance, Smith) 3:09
4. Dreamin' My Life Away (Madick, Ranno, Scance, Smith) 2:41
5. Miss U Tonight (Madick, Ranno, Scance, Smith) 1:34

## Formazione

### Lato 1
- Michael Lee Smith - voce
- Richie Ranno - chitarra
- Brenden Harkin - chitarra
- Peter Sweval - basso
- Joe Dube - batteria
- Larry Gonsky - tastiere (tracce 4, 5)

### Lato 2
- Michael Lee Smith - voce
- Richie Ranno - chitarra
- Peter Scance - basso
- Doug Madick - batteria